# LG Energy Solution
LG Energy Solution Ltd. (LGES, Koreaans: 주식회사 엘지에너지솔루션 ) is een grote fabrikant van batterijen met het hoofdkantoor in Seoel, Zuid-Korea.

## Activiteiten
LGES produceert en levert batterijen voor uiteenlopende toepassingen zoals voor mobiele telefoons en laptops, maar het belangrijkste groeisegment zijn herlaadbare batterijen voor elektrische voertuigen. Naast de activiteiten in Zuid-Korea heeft het bedrijf grote fabrieken in de Volksrepubliek China, Polen en de Verenigde Staten.
Van de omzet in 2024 werd 40% gerealiseerd in de Verenigde Staten, een kwart in Europa en 20% in China. De omzet in Zuid-Korea was minder dan 10% van het totaal.

### Resultaten
| Jaar | Omzet           | Bedrijfs- resultaat | Netto- resultaat |
| Jaar | (× miljard won) | (× miljard won)     | (× miljard won)  |
| ---- | --------------- | ------------------- | ---------------- |
| 2020 | 12.570          | −289                | −449             |
| 2021 | 17.852          | 768                 | 930              |
| 2022 | 25.599          | 1214                | 780              |
| 2023 | 33.745          | 2163                | 1638             |
| 2024 | 25.620          | 575                 | 339              |

## Geschiedenis
LG Chem begon met de ontwikkeling en productie van batterijen in de jaren 90 van de 20e eeuw. In 1999 kwam de eerste lithium-ionbatterij van Zuid-Korea op de markt. 
In 2010 sloot het bedrijf een groot contract met General Motors voor de productie van lithium-ion-accu's. Hiervoor werd een fabriek in Holland (Michigan) gebouwd. De batterijen waren bestemd voor de Chevrolet Volt.
Volgens General Motors (GM) veroorzaakten fabricagefouten in batterijen voor de Chevrolet Volt zo'n 13 bevestigde batterijbranden. De defecte batterijen werden geproduceerd in LGES-fabrieken in Zuid-Korea en Michigan. GM stelde LGES aansprakelijk. In oktober 2021 kwamen beide partijen overeen dat LGES US$ 1,9 miljard aan GM gaat vergoeden ter compensatie van de kosten voor een terugroepactie van alle Volt auto's die sinds 2016 zijn geproduceerd.
Vanaf 2016 begon de bouw in Polen van de enige volledig geïntegreerde fabriek voor de productie van lithium-ion accu’s voor elektrische autos in Europa. De fabriek is in fasen gebouwd, maar kwam in 2022 gereed en heeft een capaciteit 65 à 70 gigawattuur. Dit is voldoende om 1 miljoen auto's van accu’s te voorzien.
In december 2020 besloot LG Chem de batterij activiteiten te bundelen in een aparte onderneming geplaats, LG Energy Solution (LGES). LG Chem bleef de enige eigenaar. Op 27 januari 2022 kreeg LGES een eigen beursnotering op de Korea Exchange. LG Chem verkocht een klein deel van de aandelen en er werden veel nieuwe aandelen geplaatst. Met de opbrengst van de aandelenverkoop kan LGES de batterijproductiecapaciteit vergroten. De aandelen hadden een introductieprijs van 300.000 won en de totale opbrengst was US$ 10,8 miljard. Het was de grootste plaatsing van aandelen ooit in Zuid-Korea. LGES kreeg een beurswaarde van 70 biljoen won en stond daarmee gelijk op de derde plaats van meest waardevolle bedrijven op de effectenbeurs na Samsung Electronics en SK Hynix.
In januari 2023 besloot LGES nog eens US$ 1,7 miljard te investeren in de fabriek in Michigan. De productiecapaciteit wordt fors uitgebreid naar zo'n 25 gigawattuur en zal zo’n 1200 nieuwe medewerkers aantrekken. Volgens de planning zal de uitbreiding in 2024 zijn afgerond.
In de eerste halfjaar van 2023 stond LGES op de eerste plaats met een wereldwijd marktaandeel, exclusief de Volksrepubliek China, van 29%.